# Guetae Teidoume
Guetae Teidoume este o comună din departamentul Tamchekett, Regiunea Hodh El Gharbi, Mauritania, cu o populație de 7.724 locuitori.